# 霍克斯頓站
霍克斯顿站（英語：Hoxton railway station）是伦敦地上铁东伦敦线的一座车站，位于伦敦的哈克尼區，属于第1收费区和第2收费区。

## 概況
本站位于京士兰高架桥上，旁边为杰弗瑞街。自啟用後，並沒有英國鐵路的雙箭頭標誌，只有倫敦地上鐵的圓形標誌。此外，车站位于杰弗瑞博物馆之后，靠近克里默街。本站拥有2个站台，可供4节列车停靠。售票厅和车站入口位于高架桥下，可以通过楼梯和电梯到达站台面。

## 历史
1993年，伦敦地铁建议在延伸段白教堂站至达尔斯顿交汇站之间设立本站，涉及到主教门站、海格尔斯顿站和本站（包括更晚开通的肖迪奇高街站）的建设。在1994年，建设计划受到了大量民众的支持。按照计划，车站将在1996年开工建设，并在1998年完成。尽管该建设项目已在1996年得到政府批准，但缺乏资金，最终延后到1997年开始。经过多年的建设，本站最终在2010年4月27日投入使用。

## 列车服务
2010年12月起，每周一至周六的列车班次间隔为5-10分钟。周日13:00之前的班次间隔为5-9分钟，之后为7-8分钟
非高峰期：
- 北行列车至海布里及伊斯灵顿站方向：每小时8班
- 北行列车至达尔斯顿交汇站方向：每小时8班
- 南行列车至西克罗伊登站方向：每小时4班
- 南行列车至水晶宫站方向：每小时4班
- 南行列车至克拉珀姆交汇站方向：每小时4班
- 南行列车至新十字站方向：每小时4班